# Reprezentacja Nigerii U-20 w piłce nożnej mężczyzn
Reprezentacja Nigerii U-20 w piłce nożnej – młodzieżowa reprezentacja Nigerii sterowana przez Nigeryjski Związek Piłki Nożnej. Jej największym sukcesem jest wicemistrzostwo świata juniorów w 1989 i 2005 roku.

## Sukcesy
- Mistrzostwa świata U-20:
  - wicemistrz (2x): 1989, 2005
  - 3 miejsce (1x): 1985

- Mistrzostwa Afryki U-20:
  - mistrz (7x): 1983, 1985, 1987, 1989, 2005, 2011, 2015
  - wicemistrz (2x): 1999, 2007
  - 3 miejsce (4x): 1979, 1981, 1995, 2009

## Występy w MŚ U-20
- 1977: Nie uczestniczyła
- 1979: Nie uczestniczyła
- 1981: Nie uczestniczyła
- 1983: Faza grupowa
- 1985: 3 miejsce
- 1987: Faza grupowa
- 1989: Wicemistrzostwo
- 1991: Nie zakwalifikowała się
- 1993: Nie zakwalifikowała się
- 1995: Nie zakwalifikowała się
- 1997: Nie zakwalifikowała się
- 1999: Ćwierćfinał
- 2001: Nie zakwalifikowała się
- 2003: Nie zakwalifikowała się
- 2005: Wicemistrzostwo
- 2007: Ćwierćfinał
- 2009: Runda II
- 2011: Ćwierćfinał
- 2013: II runda
- 2015: 1/8 finału
- 2017: Nie zakwalifikowała się
- 2019: 1/8 finału